# National Board of Review Awards 2000
72nd NBR Awards

6 de dezembro de 2000
Melhor Filme: 

 Quills 
O 72º National Board of Review Awards, homenageando os melhores do cinema em 2000, foi anunciado em 6 de dezembro de 2000 e entregue em 16 de janeiro de 2001.

## Top 10: Melhores Filmes
1. Quills
2. Traffic
3. Croupier
4. You Can Count on Me
5. Billy Elliot
6. Before Night Falls
7. Gladiator
8. Wonder Boys
9. Sunshine
10. Dancer in the Dark

## Melhores Filmes Estrangeiros
1. O Tigre e o Dragão
2. La lengua de las mariposas
3. Zamani barayé masti asbha
4. Malèna
5. La fille sur le pont

## Vencedores
- Melhor Filme: 
  - Quills
- Melhor Filme Estrangeiro:
  - O Tigre e o Dragão, Taiwan/Hong Kong/Estados Unidos/China
- Melhor Ator:
  - Javier Bardem - Before Night Falls
- Melhor Atriz:
  - Julia Roberts - Erin Brockovich
- Melhor Ator Coadjuvante:
  - Joaquin Phoenix - Gladiator
- Melhor Atriz Coadjuvante:
  - Lupe Ontiveros - Chuck & Buck
- Melhor Ator Revelação:
  - Jamie Bell - Billy Elliot
- Melhor Atriz Revelação:
  - Michelle Rodríguez - Girlfight
- Melhor Elenco:
  - State and Main
- Melhor Diretor:
  - Steven Soderbergh - Erin Brockovich e Traffic
- Melhor Roteiro:
  - All the Pretty Horses - Ted Tally
- Melhor Documentário:
  - The Life and Times of Hank Greenberg
- Melhor Filme de Animação:
  - Chicken Run
- Prêmio pela Carreira:
  - Ellen Burstyn
- Prêmio pela Realização em Cinema:
  - Kenneth Lonergan - You Can Count on Me
- Melhor Design de Produção:
  - Arthur Max - Gladiator
- Prêmio pela Carreira - Música:
  - Ennio Morricone
- Prêmio William K. Everson de História do Cinema:
  - Roger Gottlieb e Robert Kimball, Reading Lyrics
- Citação Especial:
  - Björk - Performance Dramática, Dancer in the Dark
  - Dekalog, Série Cinematográfica
- Liberdade de Expressão:
  - A Time for Drunken Horses
  - Bamboozled
  - Before Night Falls
  - The Circle
  - Kadosh
  - Quills
  - Sound and Fury
  - The Visit
- Reconhecimento Especial:
  - American Psycho
  - Best in Show
  - Chuck & Buck
  - Girlfight
  - Hamlet
  - Nurse Betty
  - Requiem for a Dream
  - Shower
  - Snatch
  - Two Family House